# Botanická zahrada v Lyonu

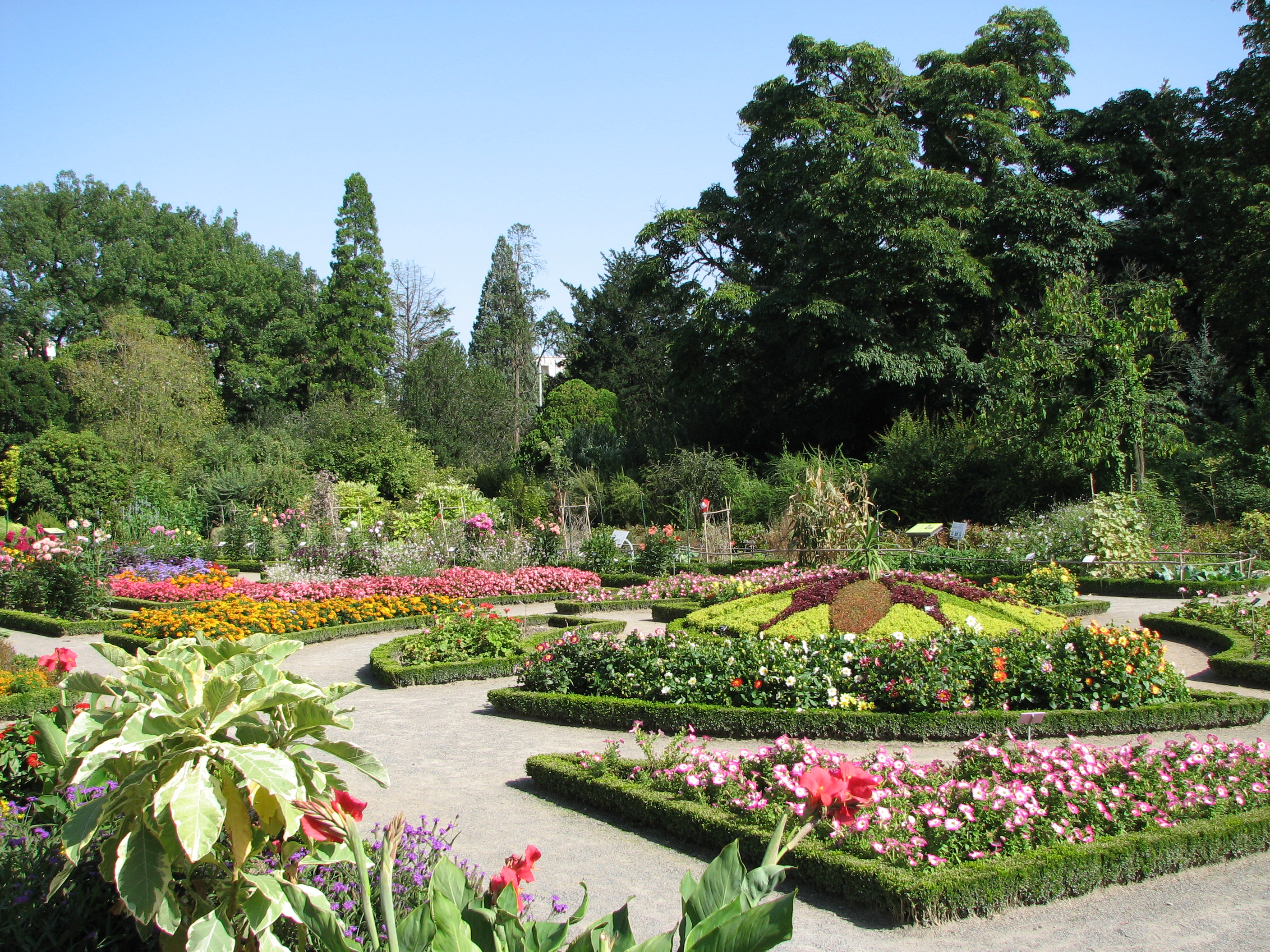
Venkovní expozice

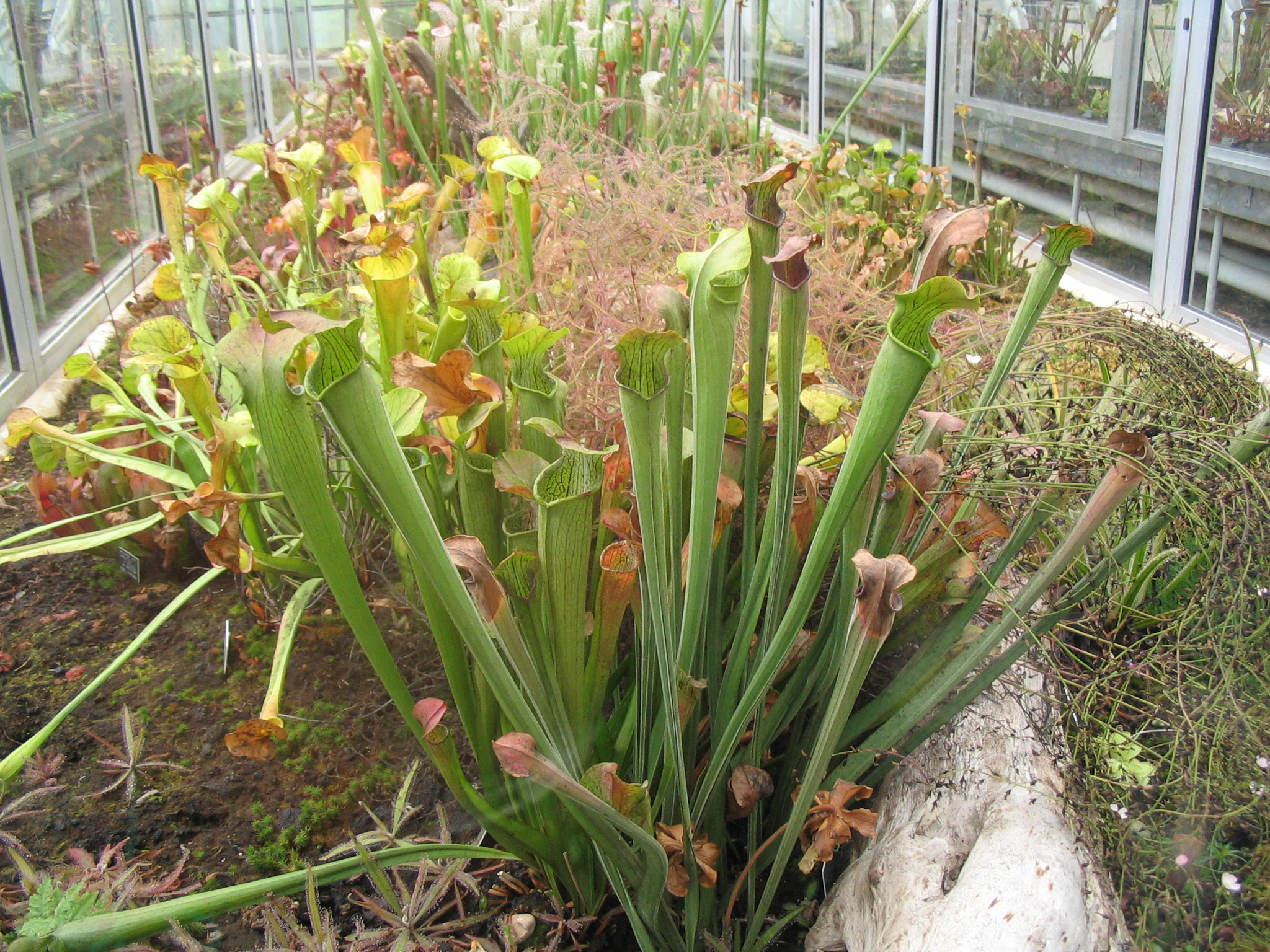
Expozice masožravek

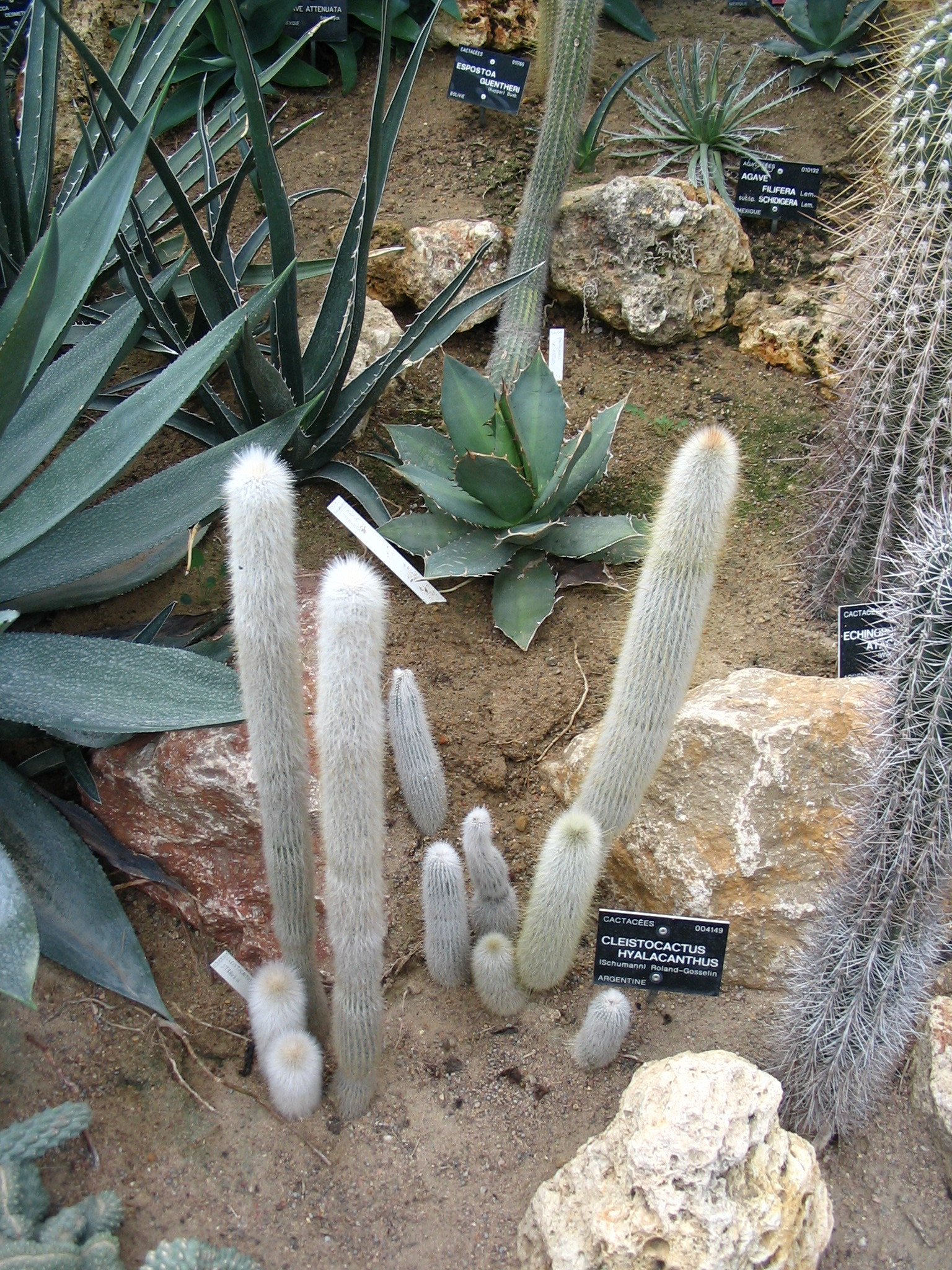
Expozice kaktusů

Botanická zahrada v Lyonu (francouzsky Jardin Botanique de Lyon) se nachází v centru francouzského Lyonu a rozkládá se na ploše téměř 8 ha, z toho 6500 m² zabírají skleníky. Je součásti jednoho z největších přírodních parků v anglickém stylu "Parc de la Tete d’Or" velkého přes 100 ha.

## Historie
Botanická zahrada byla původně založena v roce 1974 (na základě dekretu Národního shromáždění požadujícího, aby město nad 300 tisíc obyvatel mělo střední školu s výukou botaniky) na svazích městské části "Croix-Rouss". Pro stísněné prostory byla roku 1857 přemístěna do východní části nově zřízeného veřejného parku; tehdy obsahovala okolo 4 tisíc druhů rostlin a rychle se rozrůstala. Byla dobře zásobována novými exempláři, jež dováželi francouzští botanici z celého světa.
Velké skleníky byly pro veřejnost otevřeny v roce 1883, nejvyšší prostřední (tzv. pandánový, hostící 12 druhů rodu pandán) je nejvyšší ve Francii. V současnosti jsou prohlášeny za francouzskou historickou památku (Monument historique).

## Současnost
Dnes má botanická zahrada rozlohu okolo 8 ha a lze v ní obdivovat přes 15 000 rostlinných taxonů. Na venkovních plochách botanické zahrady se nachází alpinum, rozárium s historickými a botanickými růžemi, oddělení s pnoucími rostlinami, sbírka pivoněk, arboretum, bambusárium, přehlídka kapradin atd. Pěkná je i systematická část zahrady, v níž najdete ukázky rostlin vysazené podle botanického systému. Dále jsou tam oddělené skleníky s rostlinami subtropů a tropů se suchým i vlhkým podnebím, jakož i skleníky specializované na rostliny Madagaskaru, masožravé rostliny, orchideje, vodní rostliny, kaktusy a další.
Botanická zahrada má i veliký herbář s více než 200 000 položkami rostlin z Francie i celého světa. Eviduje i přes 60 000 knih, z toho asi 1500 monografií. Zahrada je součásti sdružení "Botanické zahrady Francie a frankofonních zemí" (Jardins botaniques de France et des pays francophones) čítající 25 světových zahrad.

## Něco navíc
V blízkosti botanické zahrady je další velká růžová zahrada (Grand roseraie) s vysázenými 30 tisíci keřů růží a dále menší růžová zahrada (Roseraie de concours), kde se každoročně vyhlašuje nejkrásnější růže Francie (Rose de France). Součásti parku je také zoologická zahrada s množstvím dravých zvířat v klecích i volně se pohybujících.
Botanická zahrada, včetně celého parku, je přístupná celoročně a vstup do všech částí i skleníků je bezplatný.